# Sitio de Malta (1429)
El Sitio de Malta de 1429 fue un intento de los Háfsidas para apoderarse de la isla de Malta, que entonces formaba parte del Reino de Sicilia regido por Alfonso V de Aragón. Los invasores fueron rechazados pero muchos malteses fueron asesinados o esclavizados.

## Antecedentes
En estas fechas, la población maltesa oscilaba entre 16.000 y 18.000 personas.
La defensa consistía en una guarnición aragonesa, más 300 soldados malteses Dejma. Tras nuevas incorporaciones, se logró reunir unos 4.000 soldados contra los invasores.

## Asedio
El asedio comenzó en septiembre de 1429, cuando llegó un ejército de 18.000 soldados desde Túnez, al mando de Kaid Ridavan. A lo largo del asedio fueron capturados 3.000 malteses, mientras otros muchos fueron asesinados. Malta resultó devastada, y los efectos se notaron durante años..